# Hippolyte Victor Collet-Descotils
Hippolyte Victor Collet - Descotils (Caen, 21 de noviembre de 1773 - París, 6 de diciembre de 1815), fue un químico francés conocido por ser uno de los predecesores del descubrimiento del elemento iridio en 1803 y por despreciar el descubrimiento del vanadio por Andrés Manuel del Río, retrasando 25 años el descubrimiento oficial de este elemento.

## Vida y obra

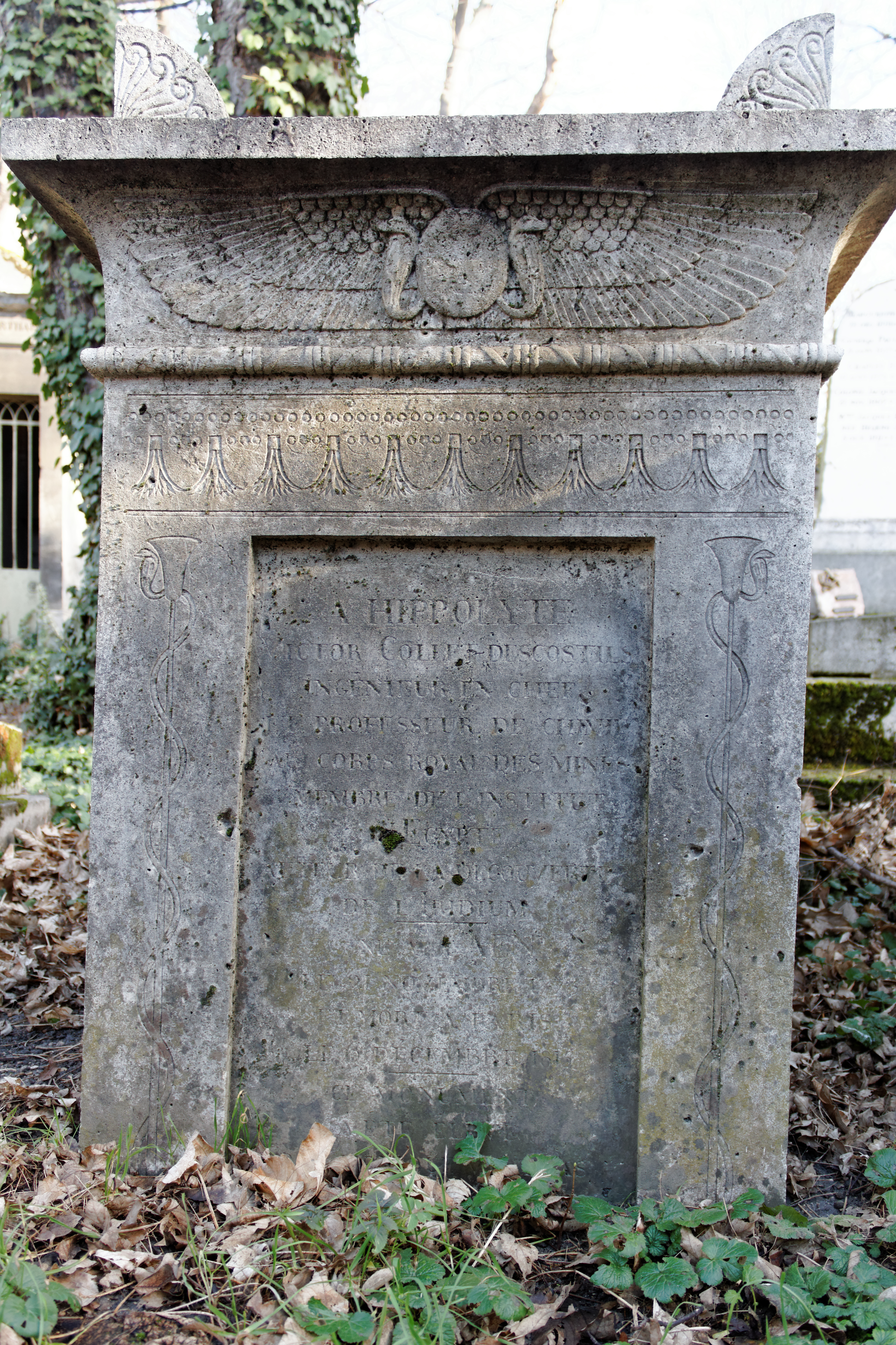
Tumba de Collet-Descotils en el cementerio del Pere Lachaise.

Estudió química y minería en la École des Mines de París; fue alumno y amigo del químico Louis Nicolas Vauquelin.
Collet-Descotils ocupó el puesto de ingeniero en jefe y profesor de química del Cuerpo Real de Minas y comandó una expedición a Egipto durante la época del gobierno de Napoleón.
Su mayor contribución fue confirmar la existencia del elemento químico cromo descubierto por Vauquelin. En 1803 estudió el resido obtenido al purificar el platino, sospechando que podría ser otro elemento, aunque no fue capaz de demostrarlo. Poco después, Smithson Tennant descubrió que realmente había dos, el osmio y el  iridio, a los que caracterizó y dio nombre.
En 1805 identificó incorrectamente como cromo el elemento eritronio descubierto  en México en el llamado plomo pardo de Zimapán, actualmente vanadinita, por Andrés Manuel del Río, lo que hizo que Alexander von Humboldt rechazara el descubrimiento de Del Río. El mismo elemento fue redescubierto 30 años después en Suecia y fue oficialmente denominado vanadio.
Falleció en París en 1815. Sus restos descansan en el cementerio del Pere Lachaise.